# Theodore S. Wright
Theodore S. Wright (1797- Nova York, 25 de març de 1847) fou un abolicionista estatunidenc i un ministre que fou actiu a la Nova York, a on fou el segon pastor de la First Colored Presbyterian Church. Fou el primer afroamericà que va assistir al Princeton Theological Seminary (i a qualsevol seminari teològic dels Estats Units), a on es va graduar el 1829. El 1833 fou un membre fundador de la Societat Antiesclavista Estatunidenca i va estar al seu Comitè Executiu fins al 1840.

## Biografia
Theodore Sedgwick Wright va néixer al voltant del 1797 de pares lliures. Es creu que va assistir a l'African Free School. El Governador DeWitt Clinton i d'Arthur Tappan, de la New York Manumission Society i homes del Princeton Theological Seminary, van ajudar a Wright en els seus estudis.

### Carrera
Abans del 1833, Wright fou nomenat com el segon ministre de la First Colored Presbyterian Church, a on hi va servir tota la resta de la seva vida. (l'església és l'actual St. James Presbiteryan Church de Harlem) Ell era seguidor del seu fundador, Samuel Cornish.
El 1833, Wright fou un membre fundador de la Societat Antiesclavista Estatunidenca. Fou del seu comitè executiu fins al 1840, quan la va abandonar juntament amb altres membres moderats, entre els quals hi havia Arthur Tappan i va ajudar a fundar la Societat Antiesclavista Americana i Estrangera. Estava en desacord amb algunes de les propostes de William Lloyd Garrison, com la d'incloure les dones a llocs de lideratge i la seva oposició a la religió organitzada.
El 1837, com a membre de la Colored Convention nacional, Wright es va oposar a una resolució que advocava per l'auto-defensa dels negres com a no-cristians. Wright va donar suport a activitats a altres comunitats negres de l'estat; per exemple, el 1837 va parlar a la dedicació de la First Free Church de Shenectady, la primera església negra de la ciutat.
Durant anys, Wright va actuar com a conductor de l'Underground Railroad a Nova York i va utilitzar la seva casa a Broadway com una estació. Va servir en el Comitè de Vigilància de Nova York, que fou establert per a intentar ajudar els esclaus fugitius i que no fossin tornats al Sud dels Estats Units.

### Últims anys
El 1843, Wright havia canviat la seva postura sobre les revoltes violentes al final de l'esclavitud. A la Convenció Nacional Negra de Buffalo d'aquell any, va donar suport a la crida de Henry Highland Garnet perquè es revoltessin els esclaus. Frederick Douglass es va oposar a aquesta proposta.

## Matrimoni i família
El 1837, Wright es va casar amb Adaline T. Turpin, de New Rochelle, Nova York. Theodore Sedgwick Wright va morir a la ciutat de Nova York el 25 de març del 1847.